# Chlorochlamys rubromediaria
Chlorochlamys rubromediaria är en fjärilsart som beskrevs av Samuel E. Cassino och Louis W. Swett 1925. Chlorochlamys rubromediaria ingår i släktet Chlorochlamys och familjen mätare. Inga underarter finns listade i Catalogue of Life.